# Howard Chandler Christy
Pour les articles homonymes, voir Christy.
Howard Chandler Christy, né le 10 janvier 1873 et mort le 3 mars 1952, est un artiste américain célèbre pour son tableau représentant la signature de la Constitution américaine.

## Formation

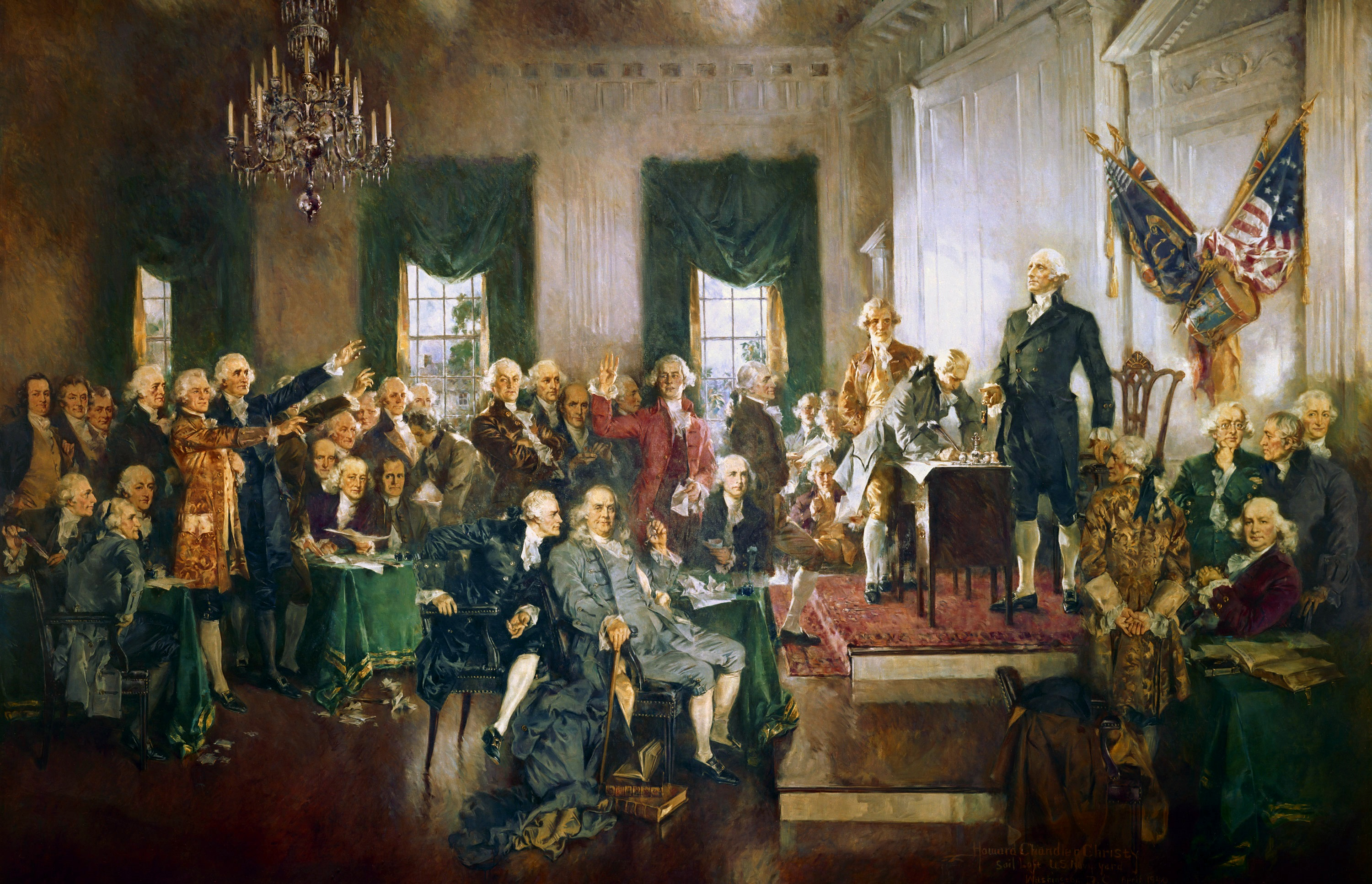
Scène à la signature de la Constitution des États-Unis, par Howard Chandler Christy. Ce tableau représente les 33 délégués qui signèrent la Constitution des États-Unis.

Howard Chandler Christy est né dans le comté de Morgan (Ohio). Il a fréquenté l'école de Duncan Falls (Ohio), puis étudié à la National Academy et à l'Art Students League de New York. Il a attiré l'attention par ses illustrations de la guerre hispano-américaine publiées dans le Scribner's Magazine, le Harper's Magazine, et le Collier's Weekly. Il a ensuite réalisé une série sur les hommes de l'armée et de la marine (Men of the Army and Navy), et un portrait de Theodore Roosevelt.